# Tony Bloncourt
Pour les articles homonymes, voir Bloncourt.
Tony Bloncourt, né le 25 février 1921 à Port-au-Prince (Haïti) et mort fusillé le 9 mars 1942 au fort du Mont-Valérien, est un militant communiste d'origine haïtienne qui a rejoint la résistance intérieure française contre l'occupation de la France par l'Allemagne pendant la Seconde Guerre mondiale.

## Biographie
Né dans une famille d'ascendance guadeloupéenne, Tony Bloncourt est le fils d'enseignants partis vivre en Haïti. Il est l'arrière-petit-neveu du député et communard Melvil-Bloncourt, le neveu d'Élie Bloncourt, futur député socialiste de l'Aisne et fondateur du Parti socialiste unitaire, et de Max, dit Max Clainville-Bloncourt, avocat et militant anti-colonialiste, proche d'Hô Chi Minh.
Étudiant à la faculté des sciences de Paris à la fin des années 1930, il adhère à l'Union des étudiants communistes.
Il fait partie des militants ayant participé au premier acte de résistance communiste en France, le défilé du 11 novembre 1940 à Paris.
Il participe ensuite à de nombreux actes de résistance, principalement sous la direction de Gilbert Brustlein, dans le cadre des Bataillons de la jeunesse. Au moment de son arrestation par les Allemands, en janvier 1942, 17 opérations peuvent lui être attribuées.
Il est un des accusés du procès du palais Bourbon, qui se conclut par la condamnation à mort des sept résistants inculpés. Il est fusillé le 9 mars au Mont-Valérien,.

## Hommages
Une plaque commémorative où figure son nom est apposée au lycée Jacques-Decour de Paris.
Tardivement, il sera décoré de la médaille militaire, de la croix de guerre, et de la médaille de la Résistance, à titre posthume.
La mention mort pour la France lui a été attribuée par le ministère des Anciens Combattants en date du 27 juin 1947.

## Sources
- Albert Ouzoulias, Les Bataillons de la Jeunesse, Éditions Sociales, 1972,  (ISBN 2-209-05372-2)
- Éric Alary, Mars 1942. Un procès au Palais-Bourbon, éditions de l'Assemblée nationale, 2000, préface de Jean-Pierre Azéma